# آلاسکا (فیلم ۲۰۱۵)
آلاسکا (انگلیسی: Alaska) فیلمی است که در سال ۲۰۱۵ منتشر شد. از بازیگران آن می‌توان به الیو جرمانو، آسترید برژه-فریسبه، مارکو داموره و رشدی زیم اشاره کرد.